# 卡氏奇肢蛛
卡氏奇肢蛛（学名：Pseudotriaeris karschi）为卵形蛛科奇肢蛛属的动物。在中国大陆，分布于安徽、湖南、浙江等地。该物种的模式产地在日本。